# Seznam španskih geografov
Seznam španskih geografov.

## B
- Juan Bautista Carrasco

## E
- Fernandes de Encisco
- Jose de Espinosa

## L
- Juan Lopez de Levasco

## P
- Carlos Peñaherrera
- Juan Perez
- Pomponius Mela

## S
- Alonzo de Santa Cruz

## U
- Andrés de Urdaneta

## V
- Juan Jose Vargas y Ponce
- Balboa Vasco Nunez de Balboa
- Andres Vicente y Bennazar